# Elysia trisinuata
Elysia trisinuata is een slakkensoort uit de familie van de Plakobranchidae. De wetenschappelijke naam van de soort is voor het eerst geldig gepubliceerd in 1949 door Baba.